# Wiesmath
Wiesmath ist eine Marktgemeinde mit 1543 Einwohnern (Stand 1. Jänner 2025) im Bezirk Wiener Neustadt in Niederösterreich.

## Geografie

### Lage
Wiesmath liegt im Industrieviertel in Niederösterreich, nahe der burgenländischen Grenze in der Buckligen Welt. Das Gemeindegebiet liegt auf einer Hochfläche von etwa 700 Meter. Diese wird nach Osten vom Mühlbach und nach Westen vom Schlattenbach entwässert.
Die Fläche der Marktgemeinde umfasst 38,48 km², davon sind 50,9 Prozent bewaldet und 44 Prozent werden landwirtschaftlich genutzt.

### Gliederung
Wiesmath besteht neben dem Gassengruppendorf Wiesmath aus den Rotten Geretschlag, Beistein, Schwarzenberg, Sommerhäuser, Sperkerriegel, Lehen, Wenezeck, Hollergraben, Nußleiten, Stadtweg, Annaberg, Hölle, Neuris, Kindlmühle und Neumühle.

### Nachbargemeinden
| Bromberg   | Hochwolkersdorf                             | Schwarzenbach           |
|            | Kompassrose, die auf Nachbargemeinden zeigt | Kobersdorf (OP)         |
| Hollenthon |                                             | Markt Sankt Martin (OP) |

## Geschichte

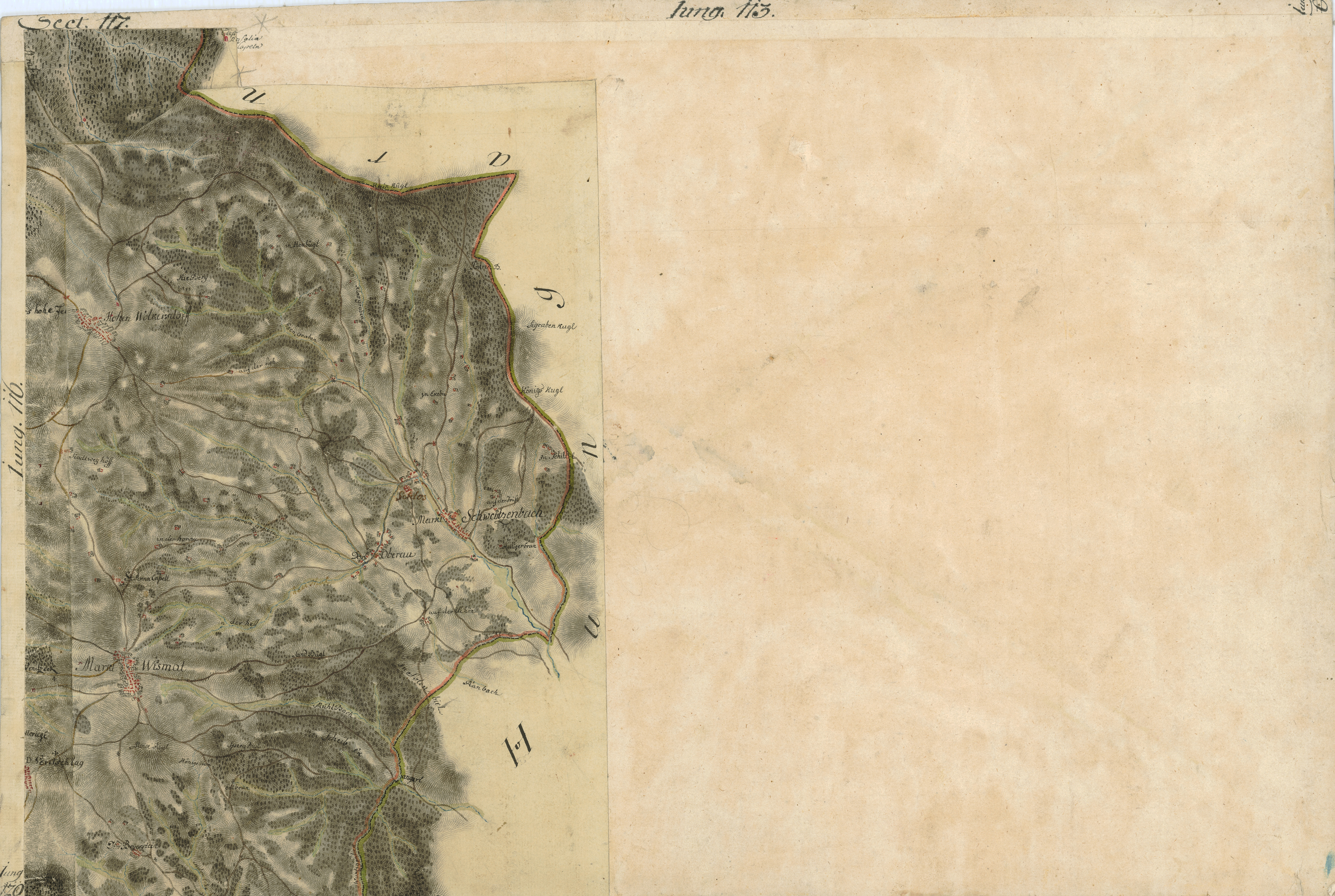
Wiesmath lag an der Grenze zu Ungarn, um 1780, Josephinische Landesaufnahme

Vor Christi Geburt war das Gebiet Teil des keltischen Königreiches Noricum und gehörte zur Umgebung der keltischen Höhensiedlung Burg auf dem Schwarzenbacher Burgberg.
Später unter den Römern lag das heutige Wiesmath dann in der Provinz Pannonia.
Die erste urkundliche Erwähnung Wiesmaths erfolgte im Jahr 1295 als „Wiesmarcht“. Die Rotte Geretschlag wird bereits 1146 genannt.
Um 1300 wurden die drei ältesten Häuser Wiesmaths erbaut: Beisteiner, Trimmel, Schrammel.
Wiesmath wurde bereits 1398 Markt, das recht Wochenmärkte abzuhalten wurde etwa 200 Jahre später verliehen.
Im 17. Jahrhundert litt Wiesmath unter den Türken und Kuruzen. Danach starb fast die gesamte Bevölkerung an der Pest. Zur Erinnerung wurde die Mariensäule errichtet.

### Bevölkerungsentwicklung
| Wiesmath: Einwohnerzahlen von 1869 bis 2025         | Wiesmath: Einwohnerzahlen von 1869 bis 2025 | Wiesmath: Einwohnerzahlen von 1869 bis 2025 | Wiesmath: Einwohnerzahlen von 1869 bis 2025 | Wiesmath: Einwohnerzahlen von 1869 bis 2025 |
| --------------------------------------------------- | ------------------------------------------- | ------------------------------------------- | ------------------------------------------- | ------------------------------------------- |
| Jahr                                                |                                             |                                             |                                             | Einwohner                                   |
| 1869                                                | 1869                                        |                                             | 1.750                                       | 1.750                                       |
| 1880                                                | 1880                                        |                                             | 1.994                                       | 1.994                                       |
| 1890                                                | 1890                                        |                                             | 1.816                                       | 1.816                                       |
| 1900                                                | 1900                                        |                                             | 1.903                                       | 1.903                                       |
| 1910                                                | 1910                                        |                                             | 1.957                                       | 1.957                                       |
| 1923                                                | 1923                                        |                                             | 1.931                                       | 1.931                                       |
| 1934                                                | 1934                                        |                                             | 1.862                                       | 1.862                                       |
| 1939                                                | 1939                                        |                                             | 1.962                                       | 1.962                                       |
| 1951                                                | 1951                                        |                                             | 1.746                                       | 1.746                                       |
| 1961                                                | 1961                                        |                                             | 1.586                                       | 1.586                                       |
| 1971                                                | 1971                                        |                                             | 1.557                                       | 1.557                                       |
| 1981                                                | 1981                                        |                                             | 1.604                                       | 1.604                                       |
| 1991                                                | 1991                                        |                                             | 1.631                                       | 1.631                                       |
| 2001                                                | 2001                                        |                                             | 1.599                                       | 1.599                                       |
| 2011                                                | 2011                                        |                                             | 1.533                                       | 1.533                                       |
| 2021                                                | 2021                                        |                                             | 1.539                                       | 1.539                                       |
| 2025                                                | 2025                                        |                                             | 1.543                                       | 1.543                                       |
| Quelle(n): Statistik Austria, Gebietsstand 1.1.2021 |                                             |                                             |                                             |                                             |

### Religion
Nach den Daten der Volkszählung 2001 sind 97,9 % der Einwohner römisch-katholisch und 0,4 % evangelisch, 0,1 % sind Muslime, 1,4 % der Bevölkerung haben kein religiöses Bekenntnis.

## Kultur und Sehenswürdigkeiten

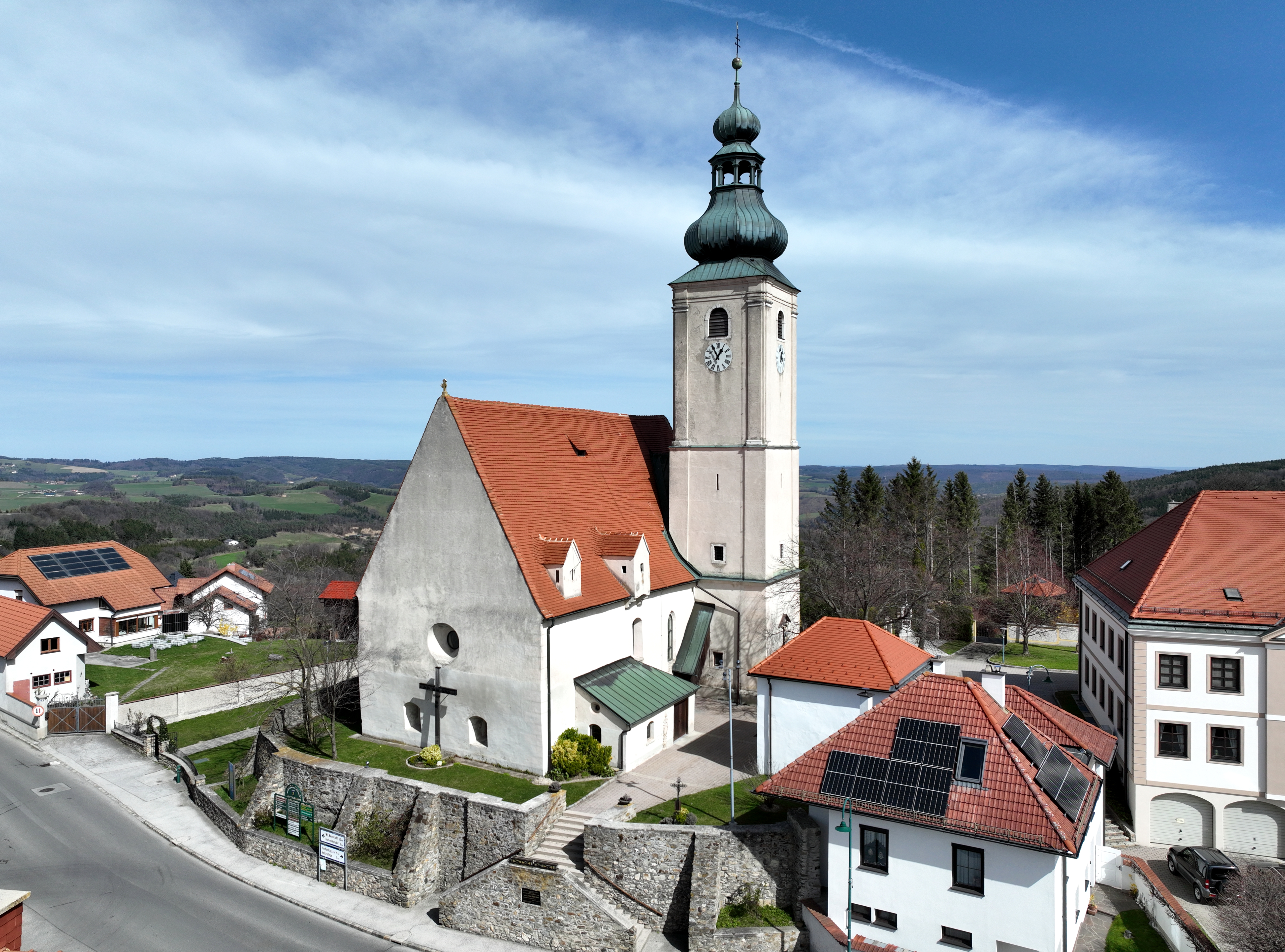
Pfarrkirche Wiesmath

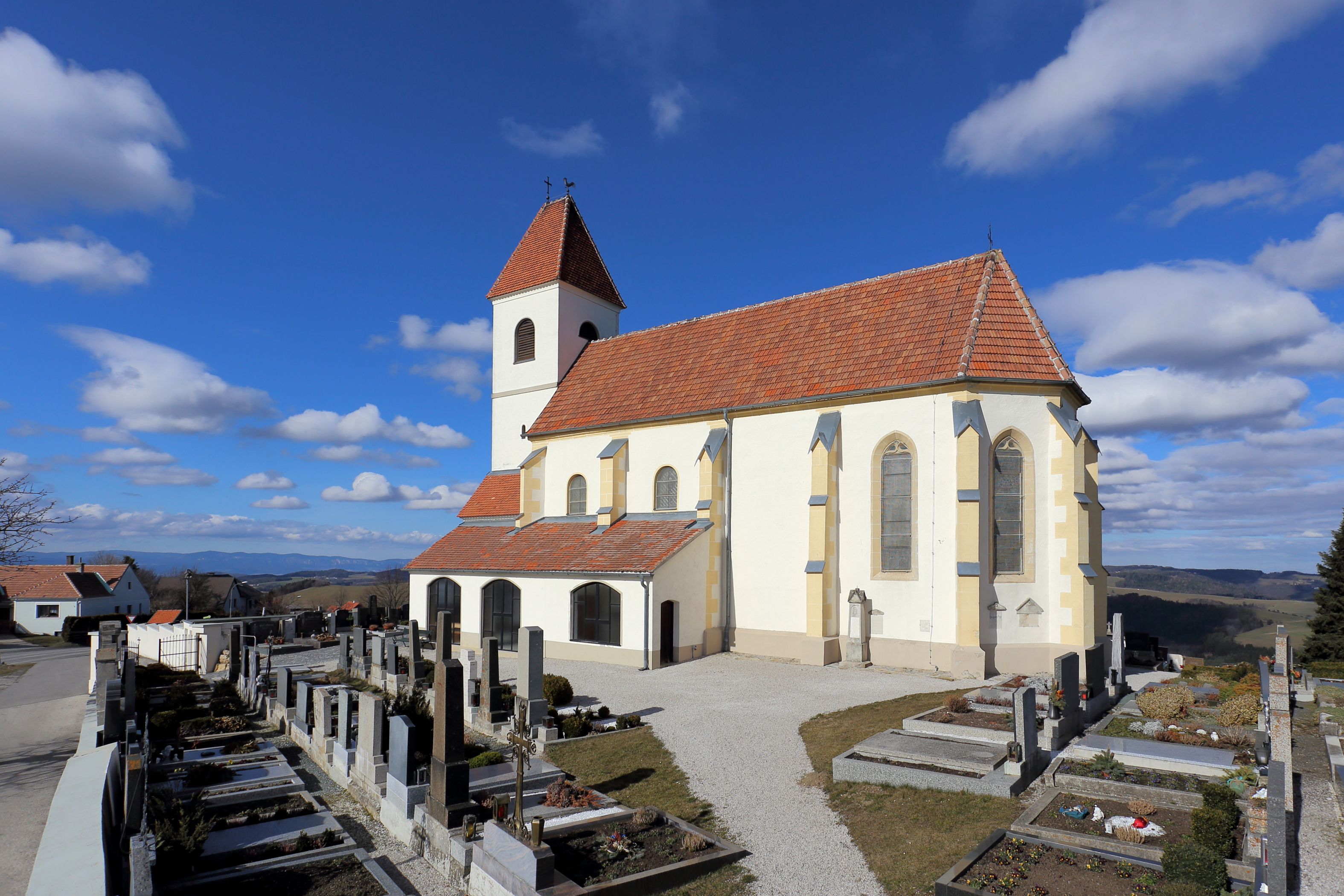
Filialkirche Annaberg bei Wiesmath

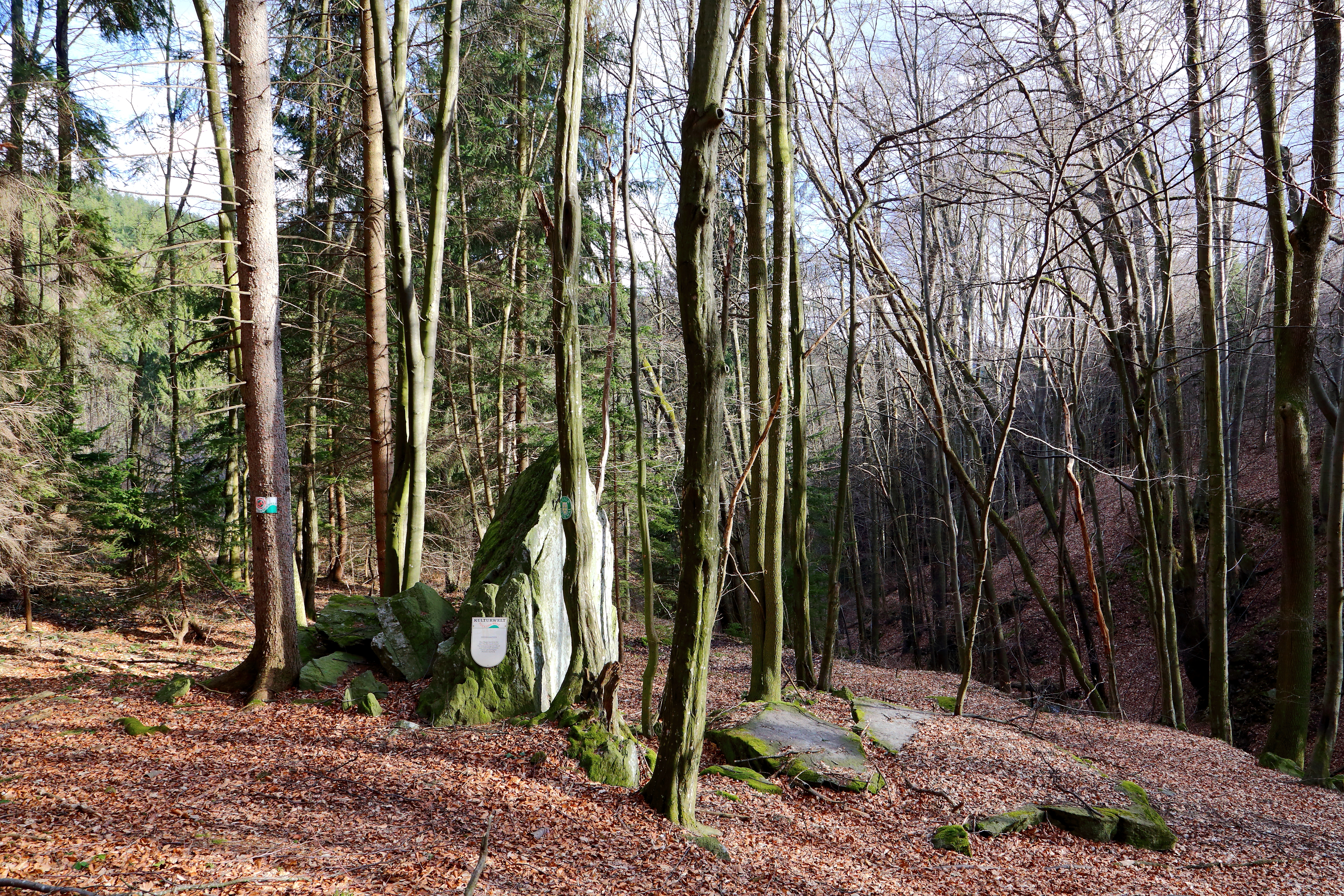
Teufelsstein

- Naturdenkmal Teufelsstein südlich des Ortes
- Katholische Pfarrkirche Wiesmath Hll. Peter und Paul
- Katholische Filialkirche Annaberg bei Wiesmath hl. Anna: Die spätgotische Kirche wurde 1509 auf einer Kuppe eines Bergrücken errichtet und ist weithin sichtbar. In der Barockzeit wurde sie erweitert und umgebaut, unter anderem erhielt das Langhaus hohe Rundbogenfenster. Bei einem Brand 1775 wurde die Kirche stark beschädigt und 1783 im Zuge der Josephinischen Reformen gesperrt sowie verkauft und als Schafstall genutzt. Durch die Bemühungen des Pfarrers Mathias Gittler wurde die Kirche nach einer neuerlichen Weihe 1803 wieder eröffnet.[5] Nach schweren Kriegsschäden erfolgte 1946/47 der Wiederaufbau. 1955/56 wurde nach Plänen von Karl Simon der Westturm und die Vorhallen errichtet.[6]

## Wirtschaft und Infrastruktur

### Wirtschaftssektoren
Die Wirtschaft der Gemeinde ist geprägt von der Landwirtschaft und von Gewerbe. Viele Einwohner pendeln nach Wiener Neustadt oder Wien zur Arbeit.
Von den 115 landwirtschaftlichen Betrieben des Jahres 2010 waren 40 Vollerwerbsbauern. Im Produktionssektor arbeiteten 34 Erwerbstätige im Baugewerbe und 20 im Bereich Herstellung von Waren. Die wichtigsten Arbeitgeber des Dienstleistungssektors waren die Bereiche soziale und öffentliche Dienste (76) und Handel (59 Mitarbeiter).
| Wirtschaftssektor            | Anzahl Betriebe | Anzahl Betriebe | Erwerbstätige | Erwerbstätige |
| Wirtschaftssektor            | 2011            | 2001            | 2011          | 2001          |
| ---------------------------- | --------------- | --------------- | ------------- | ------------- |
| Land- und Forstwirtschaft 1) | 115             | 147             | 79            | 66            |
| Produktion                   | 12              | 12              | 54            | 58            |
| Dienstleistung               | 66              | 46              | 198           | 158           |

1) Betriebe mit Fläche in den Jahren 2010 und 1999

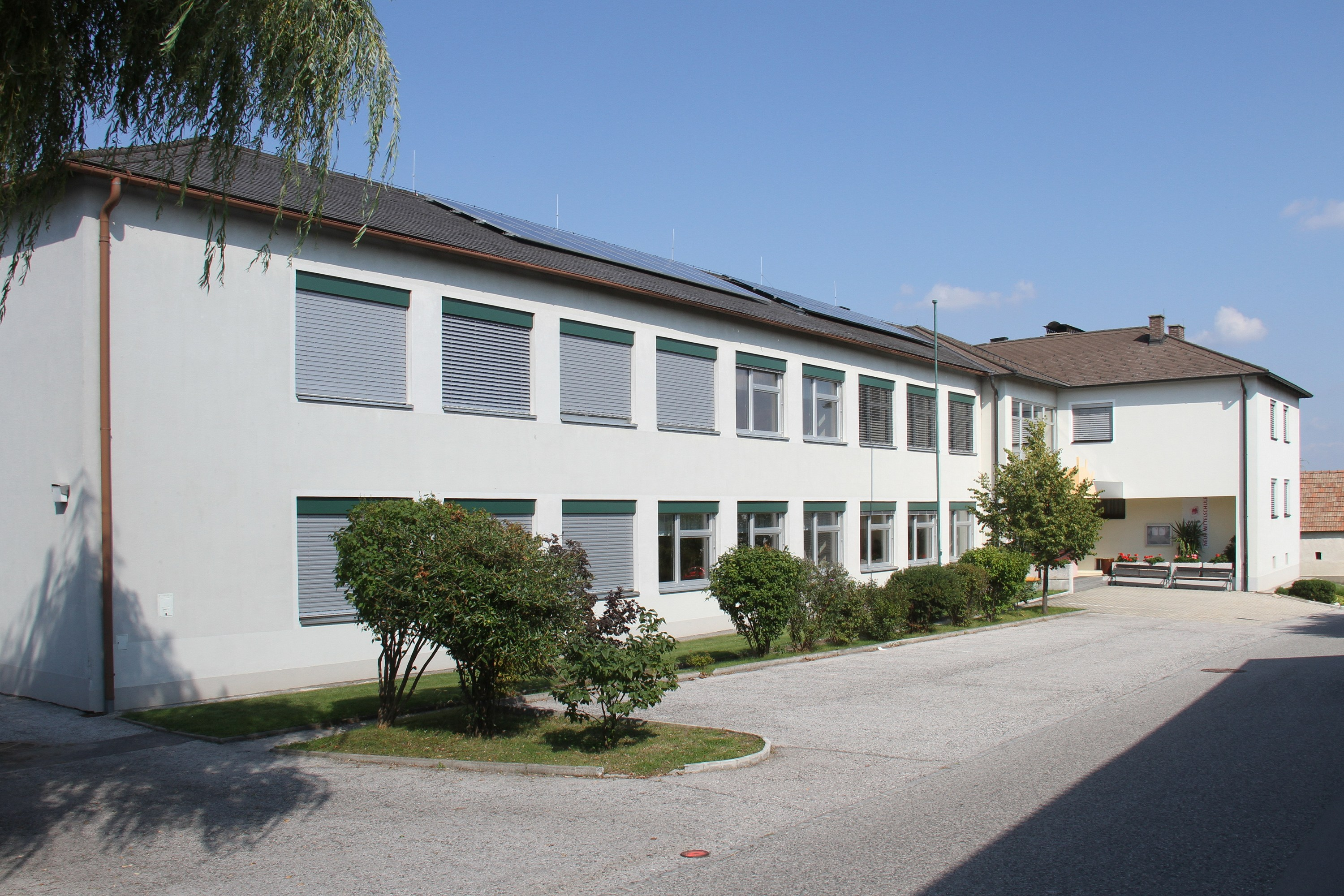
Mittelschule Wiesmath

### Öffentliche Einrichtungen
In der Gemeinde gibt es eine Volksschule und eine Mittelschule.

## Politik

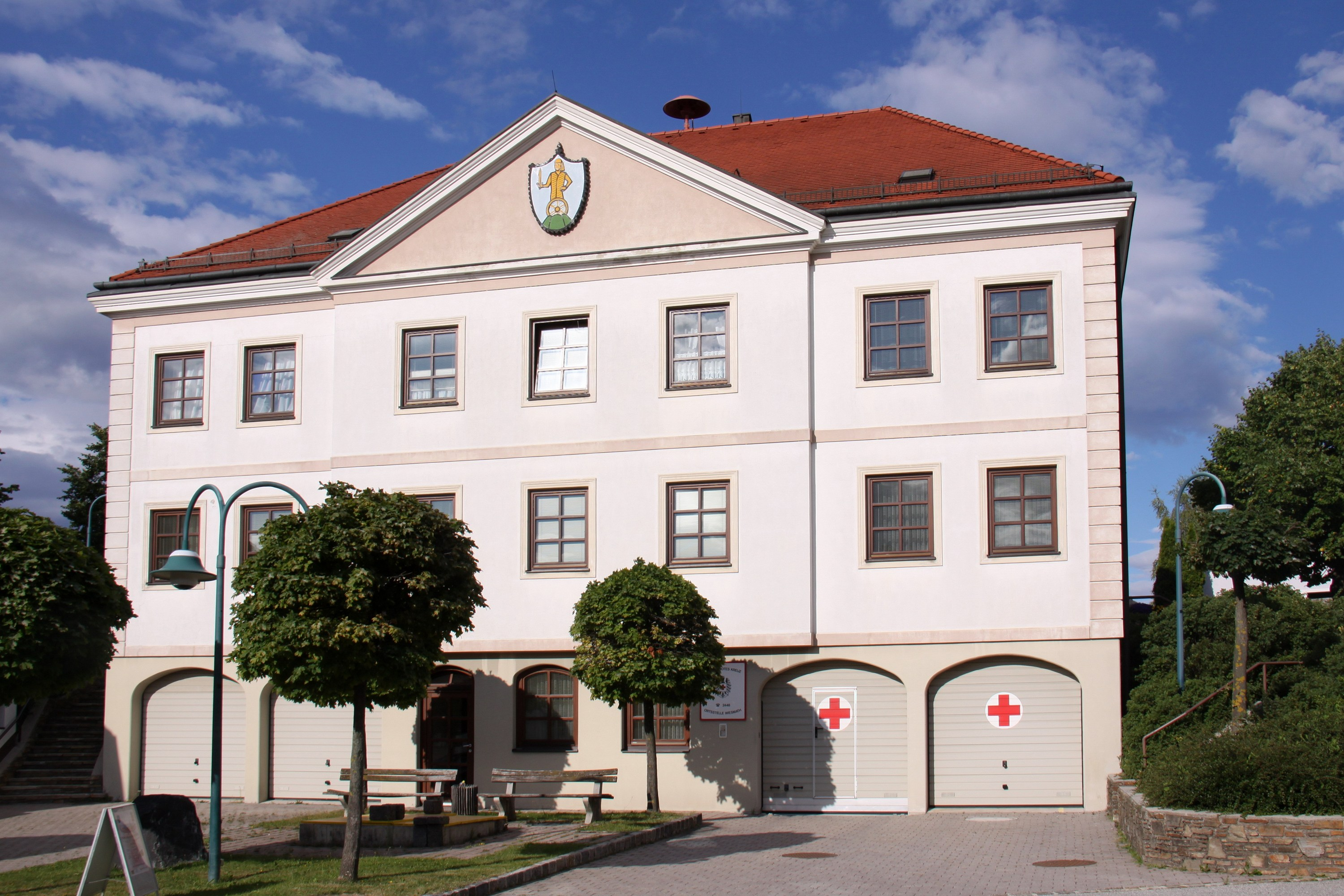
Gemeindeamt

### Gemeinderat
Der Gemeinderat hat 19 Mitglieder.
- Mit den Gemeinderatswahlen in Niederösterreich 1990 hatte der Gemeinderat folgende Verteilung: 14 ÖVP, und 5 SPÖ.
- Mit den Gemeinderatswahlen in Niederösterreich 1995 hatte der Gemeinderat folgende Verteilung: 12 ÖVP, 5 SPÖ, und 2 FPÖ.[11]
- Mit den Gemeinderatswahlen in Niederösterreich 2000 hatte der Gemeinderat folgende Verteilung: 12 ÖVP, 5 SPÖ, und 2 FPÖ.[12]
- Mit den Gemeinderatswahlen in Niederösterreich 2005 hatte der Gemeinderat folgende Verteilung: 13 ÖVP, 5 SPÖ, und 1 FPÖ.[13]
- Mit den Gemeinderatswahlen in Niederösterreich 2010 hatte der Gemeinderat folgende Verteilung: 14 ÖVP, 4 SPÖ, und 1 FPÖ.[14]
- Mit den Gemeinderatswahlen in Niederösterreich 2015 hatte der Gemeinderat folgende Verteilung: 10 ÖVP, 5 SPÖ, und 4 FPÖ.[15]
- Mit den Gemeinderatswahlen in Niederösterreich 2020 hatte der Gemeinderat folgende Verteilung: 15 ÖVP, 3 SPÖ und 1 FPÖ.[16]
- Mit den Gemeinderatswahlen in Niederösterreich 2025 hat der Gemeinderat folgende Verteilung: 16 ÖVP und 3 FPÖ.[17]

### Bürgermeister
Bürgermeister seit 1945 waren:
- 1945 Karl Karner (selbsternannt)
- 1945–1948 Franz Kaltenbacher
- 1948–1960 Anton Sinabell
- 1960–1974 Friedrich Eitler
- 1974–1995 Josef Weber
- 1995–? Johann Ernst
- 2004–2015 Roland Weber (ÖVP)
- seit 2015 Erich Rasner (ÖVP)[19][20]

### Wappen
Der Marktgemeinde Wiesmath wurde mit Beschluss der NÖ-Landesregierung vom 24. September 1991 ein Gemeindewappen verliehen.
Blasonierung: „In blauem Schild, aus grünem Dreiberg hervorragend, ein halbes goldenes Rad, daraus wachsend ein goldener Mann mit Mantel und Kappe, der in seiner Rechten ein Schwert hält und seinen linken Arm in die Seite stemmt.“
Gleichzeitig wurden die vom Gemeinderat der Marktgemeinde Wiesmath festgesetzten Gemeindefarben „Blau-Gelb-Grün“ genehmigt.

## Persönlichkeiten
Söhne und Töchter der Gemeinde
- Franz Johann Ernst (1869–1946), Landwirt und Politiker, Abgeordneter zum Landtag von Niederösterreich